# Program Brady’ego
Program Brady’ego – układ oddłużeniowy, stworzony przez amerykańskiego sekretarza skarbu Nicholasa F. Brady’ego, powoływany, aby uniknąć repudiacji ogłaszanej przez zadłużone państwa. Jest to rozwiązanie pośrednie między pełną spłatą długu a całkowitym odmówieniem jego spłacania, przy czym często przyjmuje formę nagrody dla krajów zadłużonych.
Program ten zakłada kilka propozycji pomocy krajom zadłużonym i wierzycielom. Dla pierwszej grupy oferuje się udzielanie nowych kredytów, wydłużenie okresu w którym mogą one spłacać zadłużenie, obniżenie stóp procentowych i zmniejszenie na bazie umorzenia część sumy z istniejącego długu.
Wszystkie te operacje mogą zaistnieć najczęściej za pośrednictwem MFW (Międzynarodowego Funduszu Walutowego) i Banku Światowego. Pomoc z ich strony realizuje się w postaci umorzenia części długu. Zdarza się także, że kraje rozwijające udzielają pomocy dla krajów zadłużonych i wierzycieli, oferując pożyczki lub dary zarówno dla pożyczających, jak i krajów które pożyczyły. Do umorzenia części długu stosuje się także obligacje Brady’ego. Pozostałą część długu zamienia się w obligacje, które mogą być obiektem spekulacji na rynku wtórnym.

## Meksyk i Plan Brady’ego
Meksyk we wrześniu 1989 r. jako pierwszy zaczerpnął pomocy w ramach programu Brady’ego. Ramy programu tworzył rząd meksykański i konsorcjum 300 banków komercyjnych, przy założeniu, że udział banków w przedsięwzięciu jest obowiązkowy. Miało to uniemożliwić bankom nieuczestniczącym w programie czerpania korzyści z tytułu nieponoszenia obciążenia.
Podczas miesięcznych negocjacji osiągnięto m.in. spadek inflacji ze 159% w 1987 r. do 20%, zmniejszenie połowy deficytu budżetowego, czy reformacje systemu podatkowego.

## Zalety i wady programu
Program zapobiegł destabilizacji światowego systemu kredytowego. Gdyby nie podjęto działań w kierunku umorzenia części długów, niektórzy dłużnicy ogłosiliby niewypłacalność, a to mogłoby się przyczynić do kolejnego kryzysu gospodarczego. Obligacje, które powstały zaczęły być przedmiotem obrotu giełdowego i pewnym piętnem spoczywającym na dłużnikach. Posiadanie bowiem obligacji Brady’ego świadczyło o posiadaniu długu, obniżając wiarygodność na rynku międzynarodowym i mobilizowało dłużnika do jego szybszego spłacenia.
Program jednak nie przewidywał kontroli nad krajem zadłużonym przez organizacje międzynarodowe, a co za tym idzie dążenie kraju zadłużonego do poprawy sytuacji i wzrostu gospodarczego. Kraj nie był zobowiązany przedstawiać żadnych strategii, które miałyby na celu ulepszenie systemu, który wcześniej zawiódł i doprowadził kraj do ogromnego długu.

## Inne przykłady
- od 1989 r. reformy prezydenta Carlosa Menema w Argentynie
- od 1990 plan Balcerowicza w Polsce
- od 1992 r. plan Real w Brazylii